# 佩尔洛 (阿韦龙省)
佩尔洛（法語：Peyreleau，法語發音：[pɛʁlo]）是法国阿韦龙省的一个市镇，属于米约区。

## 地理
佩尔洛（44°11'18"N, 3°12'31"E）面积16.14 平方千米，位于法国奧克西塔尼大區阿韦龙省，该省份为法国南部内陆省份，位于法國中央高原南部，北起顺时针与康塔爾省、洛泽尔省、加尔省、埃罗省、塔恩省、塔恩-加龙省和洛特省接壤。
与佩尔洛接壤的市镇（或旧市镇、城区）包括：拉克雷斯、莫斯蒂埃茹勒、拉罗克圣玛格丽特、圣安德烈德韦济讷、韦罗、勒罗济耶、圣皮埃尔-德特里皮耶、塔恩河畔里维耶尔。

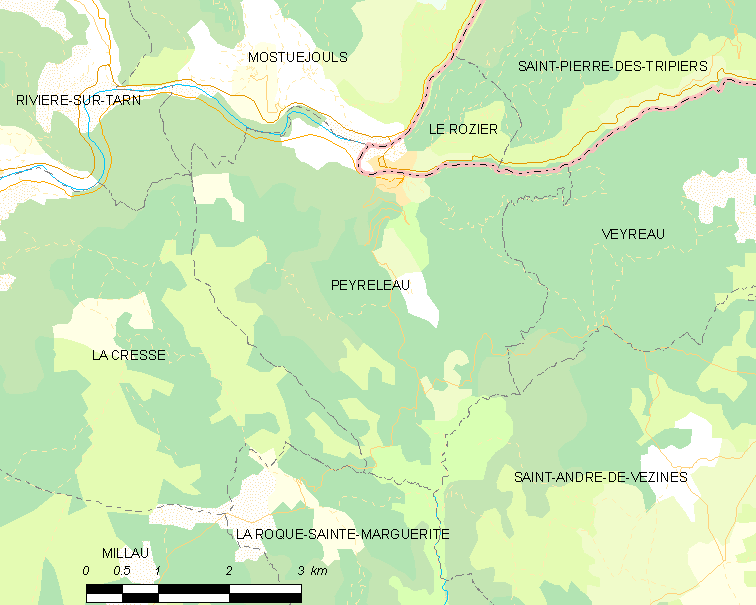
的OSM定位图

佩尔洛的时区为UTC+01:00、UTC+02:00（夏令时）。

## 行政
佩尔洛的邮政编码为12720，INSEE市镇编码为12180。

## 政治
佩尔洛所属的省级选区为塔恩-科斯县。

## 人口

1962-2008年间人口变化图示

佩尔洛于2022年1月1日时的人口数量为71人。